# Irina Petrova
Irina Petrova (26 de mayo de 1985) es una atleta rusa especializada en marcha atlética.
En el año 2004 participó en el Campeonato Mundial Junior de Atletismo consiguiendo la medalla de oro en los 10.000 m.
En la Copa del Mundo de Marcha Atlética de La Coruña, obtuvo la medalla de bronce.
| Mejores marcas personales | Mejores marcas personales | Mejores marcas personales | Mejores marcas personales |
| Distancia                 | Tiempo                    | Lugar                     | Fecha                     |
| ------------------------- | ------------------------- | ------------------------- | ------------------------- |
| 3.000 m. PC               | 12:00.4                   | San Petersburgo, Rusia    | 5 de marzo de 2006        |
| 3.000 m.                  | 12:02.4                   | San Petersburgo, Rusia    | 22 de mayo de 2006        |
| 5.000 m. PC               | 21:03.44                  | Moscú, Rusia              | 25 de diciembre de 2005   |
| 5.000 m.                  | 20:36.2                   | Saransk, Rusia            | 19 de junio de 2005       |
| 10.000 m. PC              | 46:44.2                   | San Petersburgo, Rusia    | 9 de febrero de 2003      |
| 10.000 m.                 | 44:29.1                   | Cheboksary, Rusia         | 12 de junio de 2004       |
| 10 km.                    | 43:12                     | Adler, Rusia              | 19 de febrero de 2006     |
| 20 km.                    | 1h:26:14                  | Adler, Rusia              | 19 de febrero de 2006     |
| PC - Pista Cubierta       |                           |                           |                           |